# دیلمون
دیلمون (به انگلیسی: Dilmun) نام سومری منطقه‌ای در عهد باستان است که ۲۰۰۰ سال قبل از میلاد به شکوفایی رسید و مرکز آن در خلیج فارس است. دیلمون سرزمین پاکیزه و درخشانی ست که از هر جهت برای زیستن آماده است و بیماری و مرگ به آن راه ندارد.  به نقل از دانشنامه بریتانیکا مرکز این تمدن در جزیره بحرین است. بعضی از پژوهشگران مکان احتمالی دیلمون استان الحساء و ناحیه قطیف در شرق عربستان و قطر امروزی می دانند. اما اگر به شواهد موجود سومری مراجعه کنیم هیچ کدام از گمانه ها چندان صحیح نمی باشد. با نگاهی به اسطوره انوما الیش می توان با دقت بیشتری به مکان دیلمون رسید: آپسو نشانگر آب شیرینِ رودهای بزرگ میانرودان است و تیامت نمایندۀ آب های شور خلیج فارس است. [..] که انوما الیش خاستگاه آفرینش را در برخورد و در هم آمیختگی آب های شور و شیرین می داند، و بنابراین به احتمال زیاد مصب رودهای دجله و فرات و محل برخوردشان با خلیج فارس را جایگاه شروع خلقت فرض می کند.  
افسانه داستان بهشت آسمانی تورات (فردوس خدایان) ریشه و منشأ سومری دارد. بهشت سومریان چنان که در این منظومه آمده؛ (منظور: افسانۀ مشهور سومری «انکی و نین خورسگ») در دیلمون قرار داشت و این ناحیه احتمالاً در جنوب غربی ایران بود. بابلیان یعنی سامیان که سومری ها را شکست دادند؛ بعدها این منطقه را سرزمین زندگان و قرارگاه مردان جاوید نامیدند. از این رو نواحی جنوب غربی ایران یعنی خوزستان بهترین گزینه برای دیلمون می باشد. 
در کتیبه‌های بازرگانی سومری اواخر هزاره چهارم پیش از میلاد، زمانی که محل حمل و نقل کالاهای بین سومر و دره سند بود، از دیلمون به عنوان یک مرکز تجاری نام برده می‌شود. دیلمون در نوشته‌های به‌جامانده در میان‌رودان به‌عنوان یک شریک تجاری، گذرگاهی که بین میان‌رودان و تمدن واقع در دره رود سند (جنوب پاکستان کنونی) واقع‌شده و منبع مواد خام از جمله مس و چوب ذکر شده‌است.
مطابق اساطیرِ سومری خداوند در دیلمون زندگی جاوید را به زیودسورا (اُتناپیشتیم) بخشید. برخی از پژوهشگران دیلمون را سرزمینی می‌دانند که بهشت عدن در آن قرار داشت. مایکل رایس در مورد این مکان می‌نویسد:
«دیلمون اسرارآمیزترین فرهنگ را در میانِ تمدن‌های پیشرفته عصر برنز داشته‌است. حتی اسرارآمیزتر از آنچه که در مصر شکوفا شد. دیلمون در دوره‌ای مرکز شبکه بازرگانی بین‌المللی مهمی بود که پهنه‌ای به وسعتِ تمامی دنیای شناخته شدهِ آن روزگار را دربر می‌گرفت و در دوره‌ای دیگر سرزمینی جادویی و مقدس بود، موطن خدایان و محل وقوع حوادثی شگفت‌انگیز؛ مانندِ پیدایشِ هنرهای بشری که خدایان بازیگران اصلی آن بودند. بعدها خدایان در آنجا انسان ستایش برانگیزی که طوفان نوح را از سر گذرانده بود، اعتلا بخشیدند؛ زیوسودرا، پادشاه عادلِ شوروپاک کسی که شخصیت نوح در کتاب مقدس از آن گرته برداری شده‌است.
حماسهِ مذهبی توفان از افسانه بسیار قدیمی‌تر بین‌النهرینی ریشه گرفته‌است. روایتی از آن که به دنیایِ امروز رسیده‌است، انعکاسِ بخشیِ از منظومه حماسی گیلگمش است.»

## تاریخ

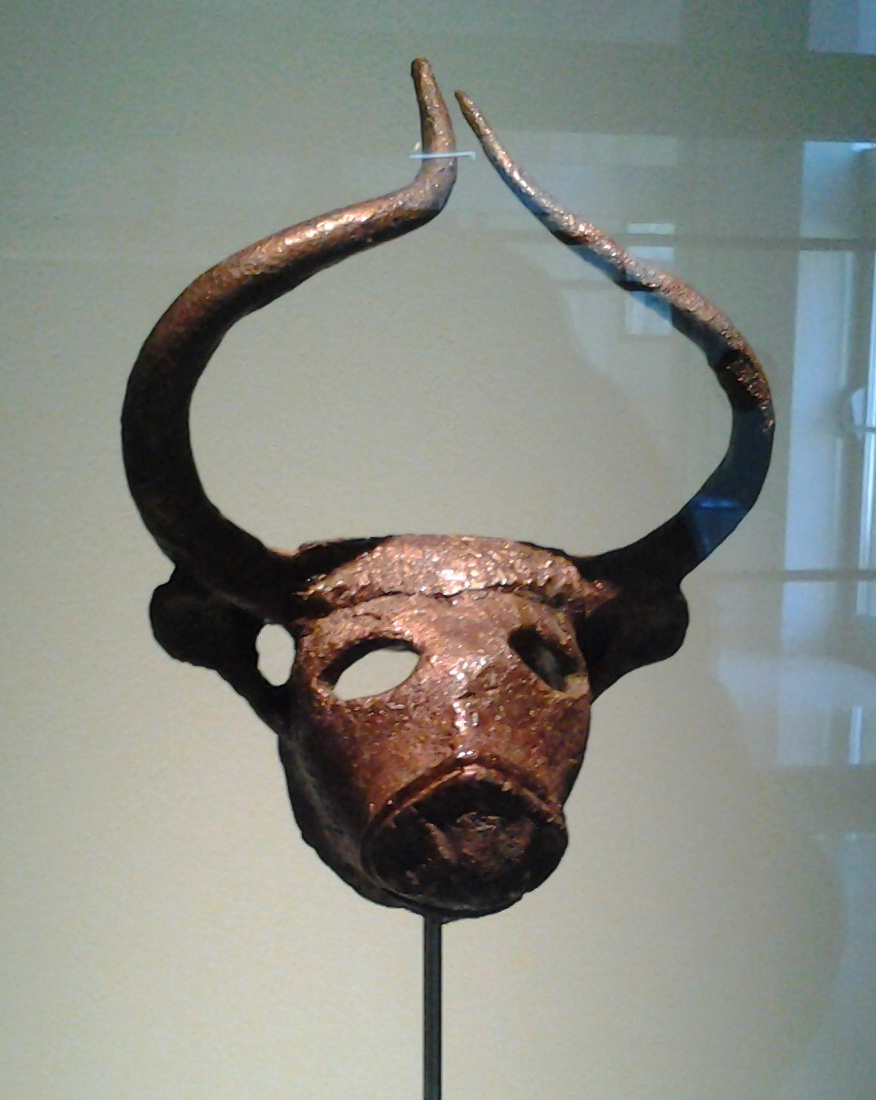
سر گاو نر ، ساخته شده از مس در دوره اولیه Dilmun (حدود ۲۰۰۰ سال قبل از میلاد) ، کشف شده توسط باستان شناسان دانمارکی در زیر معبد باربار، بحرین.

دیلمون نخستین بار در یک کتیبه گلی متعلق به انتهای هزاره چهارم پیش از میلاد در معبد اینانا (یک الهه سومری) در شهر اوروک ذکر شده‌است. در این متن دیلمون صفت نوعی تبر و وصف یک مقام رسمی است و همچنین از طاقه‌های پشم که به مردم دیلمون تحویل داده شده، سخن به میان آمده‌است.
در شهر نیپ‌پور هم دو نامه از دوران سلطنت بورنابوریاش پادشاه بابل در دوران حکومت کاسی‌ها (یک قوم عیلامی که محل اصلی زندگی آنان در سواحل جنوبی و غربی دریای خزر بوده‌است) در سده چهارده قبل از میلاد به‌دست آمده که آن‌ها را یک مقام رسمی دیلمون به مقامات مافوق خود در مرکز تمدن بابل نوشته‌است.

## اسطوره‌شناسی
دیلمون در روزگاران باستان آنچنان که در نوشته‌های سومریان آمده‌است به جایی که آفتاب از آن طلوع می‌کند و سرزمین زندگی معروف بوده‌است. دریای کنار دیلمون (خلیج فارس) نیز به تبع آن دریای طلوع آفتاب و دریای سرزمین حیات نامیده می‌شد.

### دیلمون و توفان نوح

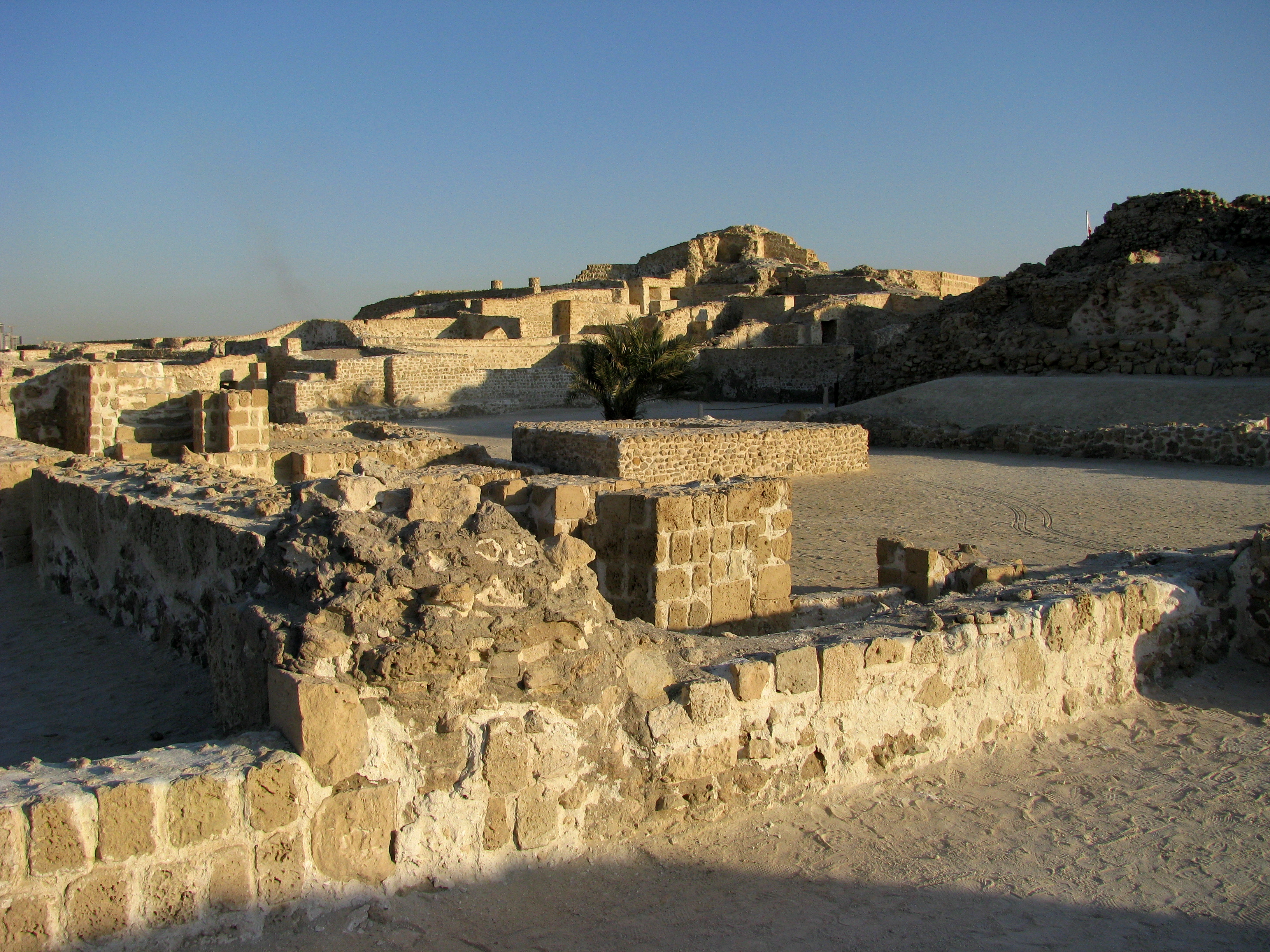
قلعه بحرین، محل احتمالی آثار باستانی دیلمون.

شخصیت اسطوره‌ای زیودسورا که به (زی-اود-سورا، اُتناپیشتیم، پارناپیشتیم و زیسوتروس) هم معروف است، کهن الگوی نوح پیغمبر در ادیان ابراهیمی به‌شمار می‌آید و در افسانه گیلگمش پدر انسان خوانده شده‌است. بر اساس اساطیرِ سومری خداوند در دیلمون زندگی جاوید را به او بخشید. (به جاودانگی او در حماسه مرگِ گیلگمش و حماسه نخستین فرمانروایان اشاره شده).
کتیبه پیدایش (یا آفرینش) متن مهم دیگری‌ست که به نام دیلمون اشاره کرده‌است. در پایانِ این کتیبه تکه‌تکه که در قرن ۱۸ ق. م به زبان سومری نوشته شده و اسطوره آفرینش و داستان توفان را نقل می‌کند، آمده‌است:
«حیوانات یکی پس از دیگری بر خاک پا می‌نهادند. پادشاه زی-اود-سورا پیش روی آن و انلیل به خاک افتاد. آن و اِنلیل با او مهربان بودند (از بین رفته) آن‌ها زندگی جاودانه مانندِ یک خدا را به او بخشیدند. آن‌ها حیاتِ ابدی را به او بخشیدند. در آن هنگام، برایِ مراقبت (زی-اود-سورا) از جانوران و نسلِ بشر، آن‌ها به زی-اود-سورا پادشاهی سرزمینی را در آن سوی آب‌ها اعطا کردند، در سرزمینِ دیلمون، جایی که آفتاب طلوع می‌کند.»

### دیلمون و سرزمین آفرینش
در حماسه اِنکی و نینهورسَگ و البته در حماسه گیلگمش از دیلمون به عنوان محل آفرینش یاد شده و برخی از اسطوره شناسان نیز دیلمون را محل واقعی بهشت عدن می‌دانند.
نینلیل خداوند آسمان و باد جنوب نیز به روایت سومریان در دیلمون منزل داشته‌است.
در حماسه قدیمی «اِنمِرکار و پادشاه آراتا» وقایع اصلی داستان در زیگوراتهای ساخته شده توسط انمرکار در شهرهای اوروک و انریدو (در میان رودان) رخ می‌دهند و آنجا به عنوان قبل از اینکه دیلمون مسکونی شود، توصیف می‌شود.